# Salherm
Salherm é uma comuna francesa na região administrativa de Occitânia, no departamento de Alta Garona. Estende-se por uma área de 5,87 km². Em 2010 a comuna tinha 60 habitantes (densidade: 10,2 hab./km²).